# هيساو ياناجيساوا
هيساو ياناجيساوا (باليابانية: 柳沢尚久) هو راكب الكنو ياباني، ولد في 7 مايو 1957.

## وصلات خارجية
- هيساو ياناجيساوا على موقع أوليمبيديا (الإنجليزية)